# Una donna tra due mondi
Pour plus de détails, voir Fiche technique et Distribution.
Una donna tra due mondi est une comédie romantique germano-italienne de téléphones blancs réalisée par Goffredo Alessandrini et Arthur Maria Rabenalt et sortie en 1936. Il s'agit de la version italienne du film allemand La Favorite du maharadjah. Le film se déroule en grande partie dans un grand hôtel.

## Synopsis
Le riche maharadjah indien Suraj, exilé par ses adversaires, s'est installé à Sanremo, où il mène une vie confortable, mais il a le mal du pays et de sa femme bien-aimée Anarkalli, qu'il croit morte. Il espère, avec le soutien du ministre britannique Winston, retourner dans sa patrie, mais ses plans sont contrariés par Daisy, une actrice qui cherche à le séduire pour sa richesse. Lorsqu'un groupe de musiciens arrive à l'hôtel où séjourne le maharadjah, celui-ci est frappé par la ressemblance de Mira, la pianiste du quatuor, avec sa femme, et lui propose de l'épouser en lui faisant miroiter la richesse.
Mira accepte d'abord les attentions du riche Indien, puis se rend compte qu'elle n'est que la copie d'Anarkalli et demande à être libérée. Elle revient avec Stefano, le violoniste du groupe, dont elle était déjà proche, même si leur aventure à Sanremo les avait éloignés. Pendant ce temps, Suraj et le ministre anglais réussissent à couronner le plan du Maharadjah de retourner dans son pays, où il découvrira que sa femme bien-aimée est toujours en vie.

## Fiche technique
- Titre original italien : Una donna tra due mondi[2]
- Titre allemand : Die weisse Frau des Maharadscha ou Una donna tra due mondi[3]
- Réalisation : Goffredo Alessandrini, Arthur Maria Rabenalt
- Scénario : Louis de Wohl, Corrado Alvaro, Georg C. Klaren
- Photographie : Ubaldo Arata
- Montage : Fernando Tropea (en)
- Musique : Franz Grothe
- Décors : Hans Lendersteger, Umberto Torri
- Production : Oreste Cariddi
- Société de production : Astra Film, (Rome) - Bavaria Film (Munich)
- Pays de production :  Royaume d'Italie -  Reich allemand
- Langue originale : italien
- Format : noir et blanc - 1,37:1 - Son mono - 35 mm
- Genre : comédie romantique de téléphones blancs
- Durée : 82 minutes
- Dates de sortie : 
  - Royaume d'Italie (1861-1946) : 30 juin 1936
  - Troisième Reich : octobre 1936

## Distribution
- Isa Miranda : Mira Salviati
- Assia Noris : Daisy Atkins
- Giulio Donadio : Marajah Suraj
- Vasa Prihoda : Stefano Polgar, violoniste
- Mario Ferrari : Dr. Lawburn
- Olinto Cristina : M. Trenchman
- Oreste Bilancia : Nando Angeli
- Tatiana Pavoni : Mimi, serveuse
- Ernesto Sabbatini : Lord Winston
- Carlo Petrangeli : Saverio Lancia
- Vinicio Sofia : Administrateur de Trenchman
- Renato Malavasi : secrétaire de Trenchman